# 圣伊莱尔枫丹
圣伊莱尔方丹（法語：Saint-Hilaire-Fontaine，法語發音：[sɛ̃.t‿ilɛʁ fɔ̃tɛn]）是法国涅夫勒省的一个市镇，位于该省南部，属于希农堡城区。

## 地理
圣伊莱尔方丹（46°46'2"N, 3°37'38"E）面积23.37 平方千米，位于法国勃艮第-弗朗什-孔泰大區涅夫勒省，该省份为法国中部省份，北至约讷省，西北接卢瓦雷省，西接谢尔省，南至阿列省，东南接索恩-卢瓦尔省，东临科多尔省。
与圣伊莱尔方丹接壤的市镇（或旧市镇、城区）包括：卢瓦尔河畔加奈、克罗纳、塞西拉图尔、沙兰、卢瓦尔河畔拉姆奈、蒙唐贝尔、韦尔讷伊。
圣伊莱尔方丹的时区为UTC+01:00、UTC+02:00（夏令时）。

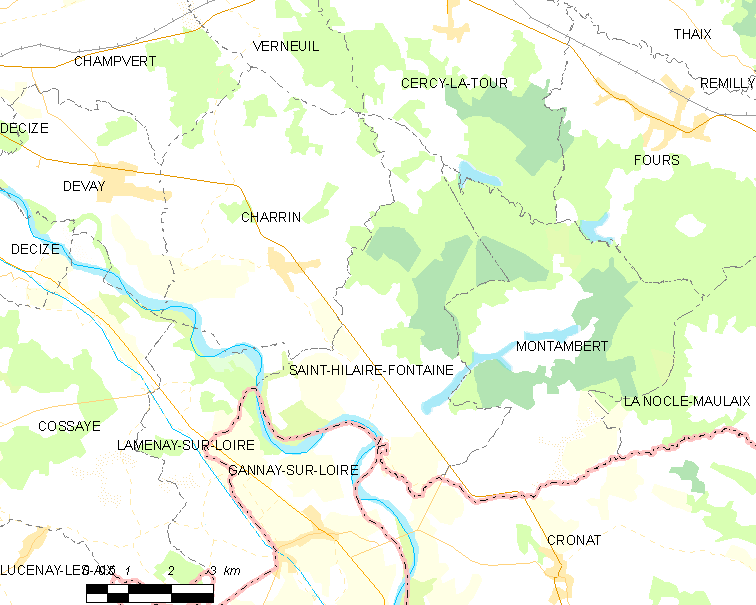
圣伊莱尔方丹的OSM定位图

## 行政
圣伊莱尔方丹的邮政编码为58300，INSEE市镇编码为58245。

## 政治
圣伊莱尔方丹所属的省级选区为吕济县。

## 人口

1962-2008年间圣伊莱尔方丹人口变化图示

圣伊莱尔方丹于2022年1月1日时的人口数量为171人。